# Inkardination
Die Inkardination ist die Aufnahme eines römisch-katholischen Klerikers zu einer ihm übergeordneten Instanz innerhalb der Kirche und das daraus resultierende beiderseitige Rechtsverhältnis. Dessen Beendigung ist die Exkardination.
In der römisch-katholischen Kirche muss jeder Kleriker inkardiniert sein, was in 265  CIC geregelt ist. 
Inkardinationsfähige Instanzen sind nach dem CIC Diözesen oder andere Teilkirchen, Personalprälaturen, Ordensinstitute, Gesellschaften des apostolischen Lebens und, mit besonderer Genehmigung, Säkularinstitute.
Die Inkardination verpflichtet einerseits den inkardinierten Kleriker zum Dienst in der jeweiligen Organisation der Kirche, andererseits die inkardinierende Organisation dazu, ihn in ihrem Dienst zu beschäftigen und existenziell abzusichern, ihn also zu alimentieren.
Eine Weihe kann nur erfolgen, wenn eine solche Instanz bereit ist, den zu Weihenden zu inkardinieren. Bei Ordensinstituten und Gesellschaften apostolischen Lebens muss der Inkardination als Kleriker die Inkorporation auf Dauer nach 266, § 2  CIC vorausgehen.
Ein Inkardinationsverhältnis kann von einer auf eine andere Instanz übertragen werden, wenn etwa ein Diözesanpriester von einem Bistum in ein anderes wechselt, ein Diözesanpriester in eine Ordensgemeinschaft eintritt oder ein Ordenspriester seinen Orden verlässt und Diözesanpriester wird, man spricht dann von Umkardination. 
Die Inkardination erfolgte bis zur Neuregelung durch das Motu Proprio Pauls VI. Ministeria quaedam mit der Tonsur, seitdem mit der Diakonenweihe durch eine Institution mit Inkardinationsberechtigung.
Die Inkardination kann auch durch Laisierung, freiwillig oder als Kirchenstrafe, beendet werden.